# Amblygoniet
Het mineraal amblygoniet is een fluor-houdend lithium-natrium-aluminium-fosfaat met de chemische formule (Li,Na)AlPO4(F,OH).
Amblygoniet is genoemd naar het Oudgriekse ἀμβλύς (amblus) 'stomp', en γωνία  (gōnia) 'hoek', deze steen wordt pas sinds korte tijd als edelsteen gebruikt. Het mineraal is zeer gevoelig voor temperatuurschommelingen en kan scheuren vormen.

## Ontstaan
Pegmatieten, metasomatieten.

## Voorkomen
Fraaie edelstenen van amblygoniet komen uit Birma, Kazachstan, Brazilië, violetkleurige stenen uit Namibië, donkerblauwe uit Kenia. Mooie amblygonieten komen ook voor in de Verenigde Staten. In Europa worden ze gevonden in Duitsland, Frankrijk en Spanje, maar deze zijn niet van edelsteenkwaliteit. Geslepen amblygonieten zijn meestal zeer klein. In het Smithsonian Institution in Washington liggen een geslepen gele steen van 62,5 karaat en een eveneens een gele steen van 19,7 karaat.

## Bewerking
Facetslijpsel en cabochons.

## Vergelijkbare mineralen
Brazilianiet, citrien, heliodoor, skapoliet.